# Raigad (Distrikt)
Der Distrikt Raigad (Marathi: रायगड जिल्हा) liegt im Bundesstaat Maharashtra in Südwest-Indien.
Die Stadt Alibag ist die Hauptstadt des Distrikts. Die letzte Volkszählung im Jahr 2011 ergab eine Gesamtbevölkerungszahl von 2.634.200 Menschen.

## Geschichte
Von vorchristlicher Zeit bis ins Jahr 1347 wurde das Gebiet – wie die ganze Region – von diversen buddhistischen und hinduistischen Herrschern regiert. Der erste namentlich bekannte Staat war das Maurya-Reich, die letzte nichtmuslimische Dynastie waren die Yadavas von Devagiri.
Nach jahrzehntelangen militärischen Auseinandersetzungen mit muslimischen Regenten im Norden Indiens erfolgte 1347 die Besetzung durch muslimische Heere. Ab 1500 kam es zu heftigen Kämpfen um die Herrschaft an der Küste zwischen den muslimischen Herrschern und den Portugiesen. Danach herrschten bis 1658 verschiedene muslimische Dynastien (Sultanat Delhi, Bahmani, Dekkan-Sultanate und die Grossmoguln). Zwischen 1638 und 1680 wurde das Gebiet Teil des hinduistischen Marathenreichs. Doch kam es noch bis um 1840 zu lokalen Kämpfen mit muslimischen Herrschern der Region. Ab 1698 setzten sich Piraten in einigen Stützpunkten fest. Von dort aus griffen sie europäische Handelsschiffe an. Erst im 19. Jahrhundert endete nach britischen Angriffen die Piraterie. Nach dem Tod des letzten lokalen Hindu-Herrschers Kanhoji II. im Jahr 1840 kam das Gebiet zum Britischen Empire, genauer zur britischen Verwaltungsregion Bombay Presidency. Bis 1869 gehörte es zum Distrikt Thane. Dann wurde es unter dem Namen Distrikt Kolaba unabhängig. Später wurde der Distrikt in Raigad umbenannt. Mit der Unabhängigkeit Indiens 1947 und der Neuordnung des Landes wurde es 1950 Teil des neuen Bundesstaats Bombay State. Im Jahre 1960 wurde Bombay State geteilt und das Gebiet kam zum neu geschaffenen Bundesstaat Maharashtra.

## Bevölkerung

### Bevölkerungsentwicklung
Wie überall in Indien wächst die Einwohnerzahl im Distrikt Raigad seit Jahrzehnten stark an. Die Zunahme hat sich in den Jahren 2001–2011 wegen der Nähe zu Mumbai noch beschleunigt und betrug über 19 Prozent (19,31 %). In diesen zehn Jahren nahm die Bevölkerung um beinahe 430.000 Menschen zu. Die genauen Zahlen verdeutlicht folgende Tabelle:

### Bedeutende Orte
Einwohnerstärkste Ortschaft des Distrikts ist Navi Mumbai (Panvel, Raigarh) mit beinahe 200.000 Bewohnern. Weitere bedeutende Städte mit mehr als 25.000 Einwohnern sind Panvel, Kharghar, Khopoli, Pen, Uran, Karjat und Mahad. Die städtische Bevölkerung macht nur 36,83 Prozent der absoluten Bevölkerung aus.

### Bevölkerung des Distrikts nach Bekenntnissen
Eine klar überwiegende Mehrheit der Bevölkerung sind Hindus. Zahlenmäßig bedeutende Minderheiten bilden die Muslime und Buddhisten. Die genaue religiöse Zusammensetzung der Bevölkerung zeigt folgende Tabelle:
| Jahr                                | Buddhisten | Buddhisten | Christen | Christen | Hindus    | Hindus  | Jainas | Jainas | Muslime | Muslime | Sikhs | Sikhs  | Andere | Andere | keine Angaben | keine Angaben | Total     | Total    |
| Jahr                                | Zahl       | %          | Zahl     | %        | Zahl      | %       | Zahl   | %      | Zahl    | %       | Zahl  | %      | Zahl   | %      | Zahl          | %             | Einwohner | %        |
| ----------------------------------- | ---------- | ---------- | -------- | -------- | --------- | ------- | ------ | ------ | ------- | ------- | ----- | ------ | ------ | ------ | ------------- | ------------- | --------- | -------- |
| 2001                                | 93.251     | 4,22 %     | 10.163   | 0,46 %   | 1.916.707 | 86,81 % | 10.680 | 0,48 % | 170.003 | 7,70 %  | 4.332 | 0,20 % | 1.073  | 0,05 % | 1.720         | 0,08 %        | 2.207.929 | 100,00 % |
| Quelle: Volkszählung in Indien 2001 |            |            |          |          |           |         |        |        |         |         |       |        |        |        |               |               |           |          |

### Bevölkerung des Distrikts nach Sprachen
Eine klar überwiegende Mehrheit von rund 83 Prozent der Bevölkerung spricht Marathi. Bedeutendste sprachliche Minderheit mit mehr als 100.000 Muttersprachlern ist Urdu. Hindi, Kannada, Marwari (Hindi-Dialekt mit Marathi-Einflüssen), Gujarati, Telugu und Malayalam (11.456 Personen) werden von jeweils über 10.000 Menschen gesprochen. Die genaue sprachliche Zusammensetzung der Bevölkerung zeigt folgende Tabelle:
| Jahr                                | Marathi   | Marathi | Urdu    | Urdu   | Hindi  | Hindi  | Kannada | Kannada | Marwari | Marwari | Gujarati | Gujarati | Telugu | Telugu | Andere | Andere | Total     | Total    |
| Jahr                                | Zahl      | %       | Zahl    | %      | Zahl   | %      | Zahl    | %       | Zahl    | %       | Zahl     | %        | Zahl   | %      | Zahl   | %      | Einwohner | %        |
| ----------------------------------- | --------- | ------- | ------- | ------ | ------ | ------ | ------- | ------- | ------- | ------- | -------- | -------- | ------ | ------ | ------ | ------ | --------- | -------- |
| 2001                                | 1.835.414 | 83,13 % | 134.027 | 6,07 % | 86.931 | 3,94 % | 20.539  | 0,93 %  | 18.670  | 0,85 %  | 17.296   | 0,78 %   | 12.970 | 0,59 % | 82.082 | 3,72 % | 2.207.929 | 100,00 % |
| Quelle: Volkszählung in Indien 2001 |           |         |         |        |        |        |         |         |         |         |          |          |        |        |        |        |           |          |